# Centruroides ochraceus
El escorpión o alacrán de corteza (Centruroides ochraceus) es un miembro de la familia Buthidae del orden Scorpiones. Esta especie fue descrita por Pocock en 1898. El nombre del género Centruroides proviene de las palabras griegas centr- que significa “puntiagudo” y ur que significa “cola” el género originalmente se llamaba Centrurus pero tuvo que cambiarse a Centruroides debido a que Centrurus ya había sido usado para otro animal. La terminación -oides significa “semejanza” o “proveniente de”. El nombre específico ochraceus proviene del latín y significa color ocre.

## Clasificación y descripción
Es un alacrán de la familia Buthidae, orden Scorpiones. La hembra mide de 55 a 66 mm de longitud total, el macho de 53 a 70 mm. El color predominante del cuerpo es castaño amarillento, con el carapacho y los terguitos (secciones transversales del cuerpo) algo más oscuros. Dedo fijo del pedipalpo con ocho hileras medias de dentículos. Peines con 25-28 dientes en la hembra y de 26-31 en el macho. Tubérculo subaculear espiniforme, por lo general bien desarrollado, dirigido hacia el ápice del aguijón.

## Distribución
Se encuentra en México en los estados de Yucatán, Veracruz y Quintana Roo.

## Hábitat
Es frecuente en cuevas y cenotes de la península de Yucatán, también vive bajo piedras y en árboles en las selvas subperennifolias bajas y medias.

## Estado de conservación
Esta especie de escorpión no se encuentra dentro de ninguna categoría de riesgo en las normas nacionales o internacionales.